# نانسي ميتفورد
نانسي فريمان-ميتفورد (بالإنجليزية: Nancy Mitford)‏، المعروفة باسم نانسي ميتفورد (28 نوفمبر 1904 – 30 يونيو 1973)، هي روائية بريطانية وكاتبة سيرة وصحفية، وهي كبرى بنات عائلة ميتفورد، وكانت تعتبر واحدة من «الشباب اللامعين» على الساحة الاجتماعية اللندنية في سنوات ما بين الحربين. كتبت العديد من الروايات عن حياة الطبقة العليا في إنجلترا وفرنسا واعتُبرت ذات ذكاء ثاقب واستفزازي في أغلب الأحيان. كما أنها اكتسبت سمعة لنفسها ككاتبة من خلال كتابة السير الذاتية التاريخية الشعبية.
حظيت ميتفورد بطفولة مميزة باعتبارها الابنة الكبرى للمبجّل ديفيد فريمان-ميتفورد، البارون الثاني لريدسديل. تلقت تعليمًا خاصًا، لكنها لم تتلقى أي تدريب ككاتبة قبل نشر روايتها الأولى عام 1931. هذا الجهد المبكر والثلاث التي تلت ذلك أدت إلى نقلة صغيرة؛ وهي روايتيها من نوع شبه السيرة الذاتية في فترة ما بعد الحرب، «مطاردة الحب» عام 1945 ورواية «الحب في مناخ بارد» عام 1949، واللتان جعلت لها سمعتها الروائية.
تبيّن أن زواج ميتفورد من بيتررود في عام 1933 غير مرضٍ لكليهما (تطلّقا في عام 1957 بعد انفصال دام طويلًا)، وخلال الحرب العالمية الثانية، ارتبطت بضابط فرنسي حر هو غاستون باليفسكي. أصبح حب حياتها، على الرغم من أن الثنائي لم يكونا قط زوجين رسميين. استقرت ميتفورد بعد الحرب في فرنسا وعاشت هناك حتى وفاتها، وحافظت على التواصل الاجتماعي مع العديد من أصدقائها الإنجليز من خلال الرسائل والزيارات الدورية.
خلال خمسينيات القرن العشرين، اشتهرت ميتفورد بمفهوم لغة اليو وتعني فوق و (النن-يو)، وتشير هذه المصطلحات إلى الأصول والمنزلة الاجتماعية واستُخدمت بالكلام اليومي. وقد اعتُبرَت ميتفورد مرجعًا بالأخلاق والتهذيب، وربما كان هذا إرثها الأكثر تميزًا. كانت سنواتها اللاحقة حلوة تشوبها المرارة، تعارض نجاح دراساتها للسيرة الذاتية لمدام دي بومبادور، وفولتير وملك فرنسا لويس الرابع عشر، مع الفشل النهائي لعلاقتها مع باليسكي. تدهورت صحتها، منذ أواخر الستينيات، عانت من مرض موجع لعدة سنوات قبل وفاتها عام 1973.

## حياتها
يعود تاريخ عائلة ميتفورد إلى عهد النورمان، عندما كان السير جون دي ميتفورد يمتلك قلعة ميتفورد في نورثمبرلاند. في وقت لاحق، شغل السير جون العديد من المناصب العامة المهمة خلال أواخر القرن الرابع عشر وأوائل القرن الخامس عشر، وحافظت العائلة على تقلد الخدمة العامة لعدة أجيال. في القرن الثامن عشر كان وليام ميتفورد مؤرخًا كلاسيكيًا ورائدًا، مسؤول عن التاريخ النهائي لليونان القديمة. كان حفيده ألجرنون بيرترام ميتفورد، المولود عام 1837 والمعروف باسم بيرتي، دبلوماسيًا ورحالة وكان يشغل منصبًا ثانويًا في وزارة دزرائيلي الثانية، من عام 1874 إلى عام 1880.
في عام 1874، تزوج من كليمنتينا، الابنة الثانية لديفيد أوجيلفي، الإيرل العاشر لإيرلي، وهو الصلة التي ربطت ميتفورد مع بعض أبرز الأسر الأرستقراطية في بريطانيا. أصبحت بلانش أوغيلفي، الأخت الكبرى لكليمنتينا، زوجة السير هنري مونتيغ هوزييه، وهو جندي أصبح إلى رجل أعمال. ومن بين أطفالهم الأربعة البنات كليمنتن (كليمي)، التي تزوجت عام 1908 من رئيس الوزراء البريطاني المستقبلي ونستون تشرشل، ونيلي التي تزوجت من بيرترام روميلي. كان كل من هوزييه وبلانش فاسقين، ومن المعروف عمومًا عند المؤرخين وأفراد الأسرة أن هوزييه لم يكن والد كليم، رغم أنها سُجلَت أنها ابنته. أخبرت بلانش صديقتها ليدي لندنديري، قبل ولادة كليم بفترة قصيرة، أن والد الطفل القادم كان صهرها، بيرتي ميتفورد؛ يعتقد معظم المؤرخين أن والد الطفلة غالبًا كان أحد المرشحين الآخرين.
أثمر زواج برتي ميتفورد عن خمسة أبناء وأربعة بنات. انتهت حياته المهنية في الخدمة الحكومية في عام 1886، عندما ورث عن ابن عمه ثروة كبيرة، كان شرط الميراث أن يتبنى لقب فريمان ميتفورد. أعاد بناء منزل بيتسفورد، المقرّ الريفي للعائلة، وعمل لفترة وجيزة كنائب نقابيّ في تسعينيات القرن التاسع عشر، وكرس نفسه للكتب والكتابات والسفر. في عام 1902، تمت ترقيته إلى نبيل كأول بارون لريدسديل، وهو إعادة إحياء للقب اتُخِذَ من قبل في العائلة ولكنه توقف عام 1886.

### طفولتها

#### سنواتها الأولى
أُوكلت مسؤولية تربية نانسي إلى جدتها ومربية الأطفال، في إطار اعتقاد سيدني الذي لم يدم طويلًا، بأنه لا ينبغي تهذيب الأطفال أو التحدث إليهم بغضب. قبل أن تتوقف هذه التجربة، أصبحت نانسي أنانية ولا يمكن السيطرة عليها؛ كتبت هاستينغز: «إن سنواتها الأولى كانت تتميز بحنقٍ شديد وصراخ حتى يحمر وجهها. قبل عيد مولدها الثالث بقليل، وُلدت أختها، باميلا؛ كان التغيير الواضح في حب الجدة لصالح المولودة الجديدة مصدرًا آخر لاستشاطة غضب نانسي، وطوال طفولتها وحتى سن البلوغ، واصلت صبّ غضبها على أختها».
في يناير 1909، ولد أخوها، توم، وفي يونيو 1910 تبعته أختهم ديانا. في ذلك الصيف، لتخفيف الضغط على ما أصبح حضانة مكتظة، التحقت نانسي بمدرسة فرانسيس هولاند القريبة. الأشهر القليلة التي قضتها هناك تمثل تقريبًا كامل مدرستها الرسمية. في فصل الخريف، انتقلت العائلة إلى منزل أكبر في فيكتوريا رود، كنسينغتون في لندن، وبعد ذلك تلقت نانسي التعليم في المنزل من قبل مدرسات متعاقبات.
أمضت العائلة فصول الصيف في بيت العائلة الريفي بالقرب من هاي ويكومب، في باكينغهامشير، أو مع أجداد الأطفال من ريدسديل في حديقة باتسفورد. في شتاء 1913-1914، زار ديفيد وسيدني كندا، للتنقيب عن الذهب بدعوى اشتراها ديفيد في سواستيكا، أونتاريو. وهناك حملت بطفلهم الخامس، وهي ابنة وُلدت في لندن في 8 أغسطس 1914 وعُمِدَت باسم يونيتي.

#### الحرب ومنتزه باستفورد وآستهال مانور
عند اندلاع الحرب العالمية الأولى في 4 أغسطس 1914، انضم ديفيد إلى فوجه وكان قريبًا في فرنسا. في مايو 1915، قُتل كليمنت شقيق ديفيد الأكبر، أثناء خدمته مع فرقة الحصار الملكية العاشرة، التي جعلت ديفيد وريثًا لقيادة ريديسديل والأراضي. في 17 أغسطس 1916 توفي بيرتي ميتفورد. أصبح ديفيد، الذي لا يزال يخدم في الجبهة، بارون ريدسديل الثاني. استحوذت سيدني سريعًا على منزل باتسفورد، الذي أغلقت أقسام منه لسنوات عديدة، واحتلت الجزء الذي استطاعت تدفئته. سُمِح للأطفال بالتجول في المنزل والأراضي، وتلقوا التعليم معًا في نفس الفصل الدراسي. كان هذا مصدرًا للإحباط بالنسبة إلى نانسي، التي تطلب ذكائها النشط تحفيزًا أكبر. أمضت ساعات طويلة في القراءة في مكتبة المنزل. وهناك وضعت أسس حياتها الفكرية وفقًا لهاستينغز.

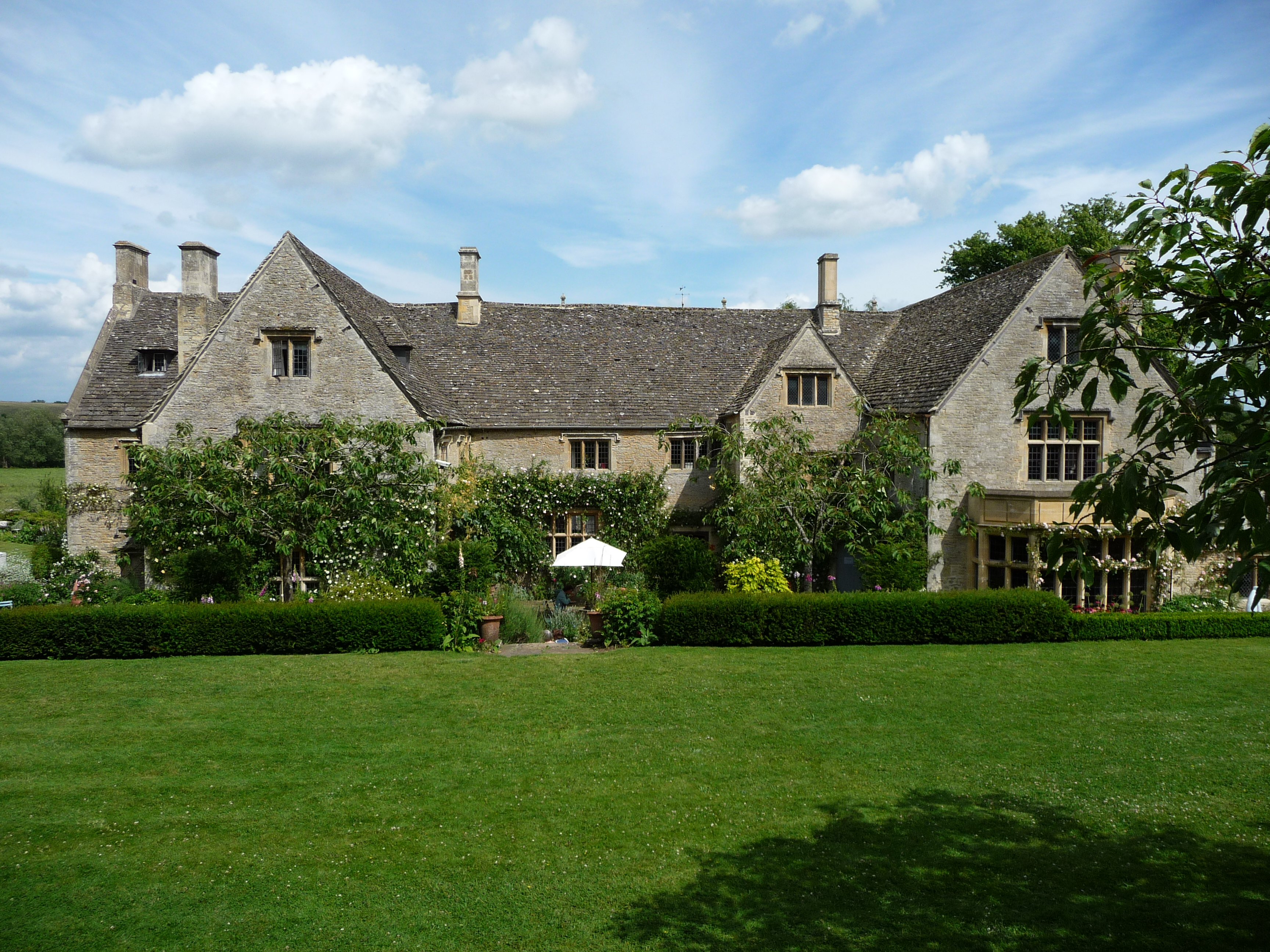
كان آستهال مانور منزل عائلة ميتفورد الاستقراطية خلال الفترة من عام 1919 حتى عام 1926

كانت عقارات ريدسديل واسعة المساحة، لكنها غير اقتصادية. في نهاية الحرب، قرر ريدسدل بيع منتزه باستفورد ونقل أسرته المستمرة بالازدياد (ابنته الخامسة جيسيكا، ولدت في سبتمبر 1917) إلى سكن أقل تكلفة. تم بيع المنزل في وقت مبكر من عام 1919، مع العديد من محتوياته، بما في ذلك الكثير من مكتباتها، والذي أثار استياء نانسي كان منزل العائلة الجديد هو في آستهال مانور، وهو قصر جاكوبي بالقرب من سوينبروك في أوكسفوردشاير. وكان هذا إجراءً مؤقتًا بينما بُني منزل جديد على أرض قريبة. بقيت الأسرة في آستهال مانور لمدة سبع سنوات، وأصبح المنزل أساسًا للعديد من المشاهد العائلية التي صورتها نانسي لاحقًا في رواياتها شبه السيرة الذاتية.

### الزواج والكتابة والسياسة
في غضون شهر من رحيل إرسكين، أعلنت ميتفورد خطوبتها لبيتر رود، وهو الابن الثاني للسير رينيل رود، الدبلوماسي والسياسي الذي حصل على ترقية في ذلك العام برتبة بارون رينيل. وفقًا لصديق ميتفورد هارولد أكتون، كان رود «شابًا يعد بوعد لا حدود له... كان لديه مؤهلات كثيرة للنجاح في أي مهنة اختارها». يصفه كتاب سيرة آخرون بأنه غير مسؤول، وغير مخلص، ومَلُول، غير قادر على تحمل حتى وظيفة عادية، ونموذجًا لشخصية باسيل سيل عديمة الأخلاق في رواية «الأذى الأسود». تزوجا في 4 ديسمبر 1933، وبعد ذلك استقرا في فيلا في ستراند أون ذا جرين على الأطراف الغربية من لندن. سرعان ما خففت فرحة ميتفورد الأولية في الزواج بسبب المخاوف المالية وعدم تحلي رود بالمسؤولية، وكرهها لعائلته.
في عام 1934 بدأت ميتفورد روايتها الثالثة، «الباروكات على العشب»، وهي هجاء لحركة موسيليني الفاشية القمصان السود. غازلت ميتفورد هذه القضية لفترة قصيرة، وسرعان ما أصبحت معارضة صاخبة للفاشية. عندما نُشرت الرواية في عام 1935، لم يكن لها تأثير نقدي كبير. أساءت في روايتها لأفراد من أسرتها بشكل كبير، وخاصة شقيقتيها ديانا ويونيتي، واللتان كانتا من أنصار حركة موزلي الفاشية البريطانية والمتعصبين للديكتاتور الألماني النازي أدولف هتلر. سامحتها ديانا في النهاية، لكن الصدع الذي نشأ مع يونيتي بسبب تصويرها في الرواية بشخصية يوجينا مالمينز السخيفة، لم يلتئم أبدًا.
بحلول عام 1936، كان زواج ميتفورد مخزيًا لدرجة كبيرة. انخرط رود في علاقة غرامية مع زوجة أحد الأصدقاء، وهو وضع استمر حتى العام الجديد، عندما اهتزت عائلة ميتفورد بسبب هروب جيسيكا البالغة من العمر 19 عامًا مع ابن عمها إزموند روميلي. تلميذ سابق في ولنغتون، وشيوعي مُجاهر، صُرِف روميللي من الخدمة بعد قتاله لصالح الجانب الجمهوري في الحرب الأهلية الإسبانية. تتبع الزوجان اليافعان إلى بلباو. وأُرسِلت ميتفورد لإرجاعهما إلى المنزل، لكنها فشلت في إقناعهم، وتزوجا في مايو.
خلال شتاء 1937-1938 كانت المهمة الأدبية الرئيسية لميتفورد هي تحرير الرسائل لأبناء عمومتها ستانليز ألدرلي، التي كانت مرتبطة بهم من خلال جدتها الكبرى بلانش إيرلي. أخذ منها انشغالها بهذا المشروع من 9 إلى 10 ساعات يوميًا، كما أخبرت صديقها الكاتب روبرت بايرون- وأضّرَ عملها هذا بعلاقتها مع رود كثيرًا، والذي عبّر عن استياءه من الوقت المديد التي كانت تقضيه. ومع ذلك، في صيف عام 1938 اكتشفت أنها حامل. كانت تأمل أن تكون حاملًا بفتاة: فاثنان من بيتر رود في منزل واحد أمر لا يمكن تحمله، ولكنها أجهضت في سبتمبر. في أوائل عام 1939 غادر رود إلى جنوب فرنسا، للعمل مع منظمات الإغاثة التي تساعد الآلاف من اللاجئين الإسبان الذين فروا من جيوش الجنرال فرانكو في نهاية الحرب الأهلية في البلاد. وفي شهر مايو، انضمت إليه ميتفورد، وقضت عدة أسابيع هناك كعاملة إغاثة. تأثرت كثيرًا بما رأته «لم أبكي هكذا طوال حياتي». عززت التجربة من معادتها للفاشية إلى الحد الذي دفعها لتكتب: «أود أن أتعاون مع الشيطان نفسه لإيقاف انتشار هذا المرض».

## أعمالها

### روايات
- هايلاند فلينج (1931)
- بودينغ عيد الميلاد (1932)
- الباروكات على العشب (1935)
- Pigeon Pie (1940)
- The Pursuit of Love (1945)
- الحب في مناخ بارد (1949)
- The Blessing (1951)
- لا تخبر ألفريد (1960)

### سير ذاتية
- مدام دي بومبادور (1954)
- فولتير مغرمًا (1957)
- ملك الشمس (1966)
- فريدريك العظيم (1970)

### منشورات أخرى
- سيدات ألدرلي: رسائل 1841-1850 (هاميش هاميلتون، 1938)
- ستانلي ألدرلي: رسائلهم 1851-1865 (تشابمان آند هول، 1939)
- تزوجت من فرنسي، ستوك، 1959
- امرأة إنجليزية في باريس، كرونيكلز، بايوت، 2008
- خنفساء الماء (1962)، نُشرت تحت عنوان Snobism and travel (ترجمها جاك بروس، باريس: الأوراق المالية، 1964). مجموعة من سجلات، صور، مقالات... المحرز خلال الرحلة.